# Бега
Света Бега от Ерстал, (на немски: Begga, von Heristal (Herstal), von Landen, von Andenne, von Brabant, von Metz, von Austrasien; * 615/620; † 17 декември 692, 693 или 695) e дъщеря на франкския майордом (хаузмайер) Пипин Стари и Ита. Тя е баба на Карл Мартел, дядото на Карл Велики.

## Биография
През 635 г. тя се омъжва за Анзегизел от Метц – Австразия, син на епископ Арнулф от Мец от фамилията на Арнулфингите и заздравява съществуващата връзка между двете фамилии. Нейният син е по-късният майордом Пипин Средни, който обединява силата и материалното състояние на Арнулфингите и Пипинидите.
Бега основава през 690/691 г., малко преди смъртта си, манастир в Анден на Маас, между Намюр и Лиеж. Погребана е в Анден на Маас.
Нейният почетен ден в римокатолическата църква е на 17 декември. Почитането на пренасянето на нейните реликви се състои на 7 юли.

## Деца
Бега и Анзегизел имат три деца:
- Пипин Ерсталски (Пипин Средни)
- Мартин от Лаон
- Клотилда от Ерстал, която се омъжва за Теодорих III, крал на франките.